# Benjamín de Arriba y Castro
Benjamín de Arriba y Castro, španski rimskokatoliški duhovnik, škof in kardinal, * 8. april 1886, Santa Maria de Peñamayor, Španija, † 8. marec 1973, Barcelona, Španija.

## Življenjepis
14. julija 1912 je prejel duhovniško posvečenje.
1. maja 1935 je bil imenovan za škofa Mondoñeda; škofovsko posvečenje je prejel 16. junija istega leta. Pozneje je bil imenovan še za škofa Ovieda (8. avgust 1944) in za nadškofa Tarragone (22. januar 1949). S slednjega položaja se je upokojil 19. novembra 1970.
12. januarja 1953 je bil povzdignjen v kardinala in imenovan za kardinal-duhovnika Ss. Vitale, Valeria, Gervasio e Protasio.
Sodeloval je na konklavah leta 1958 in 1963, prav tako pa je bil udeležen na drugem vatikanskem koncilu v letih 1962−1965.